# Antherophagus similis

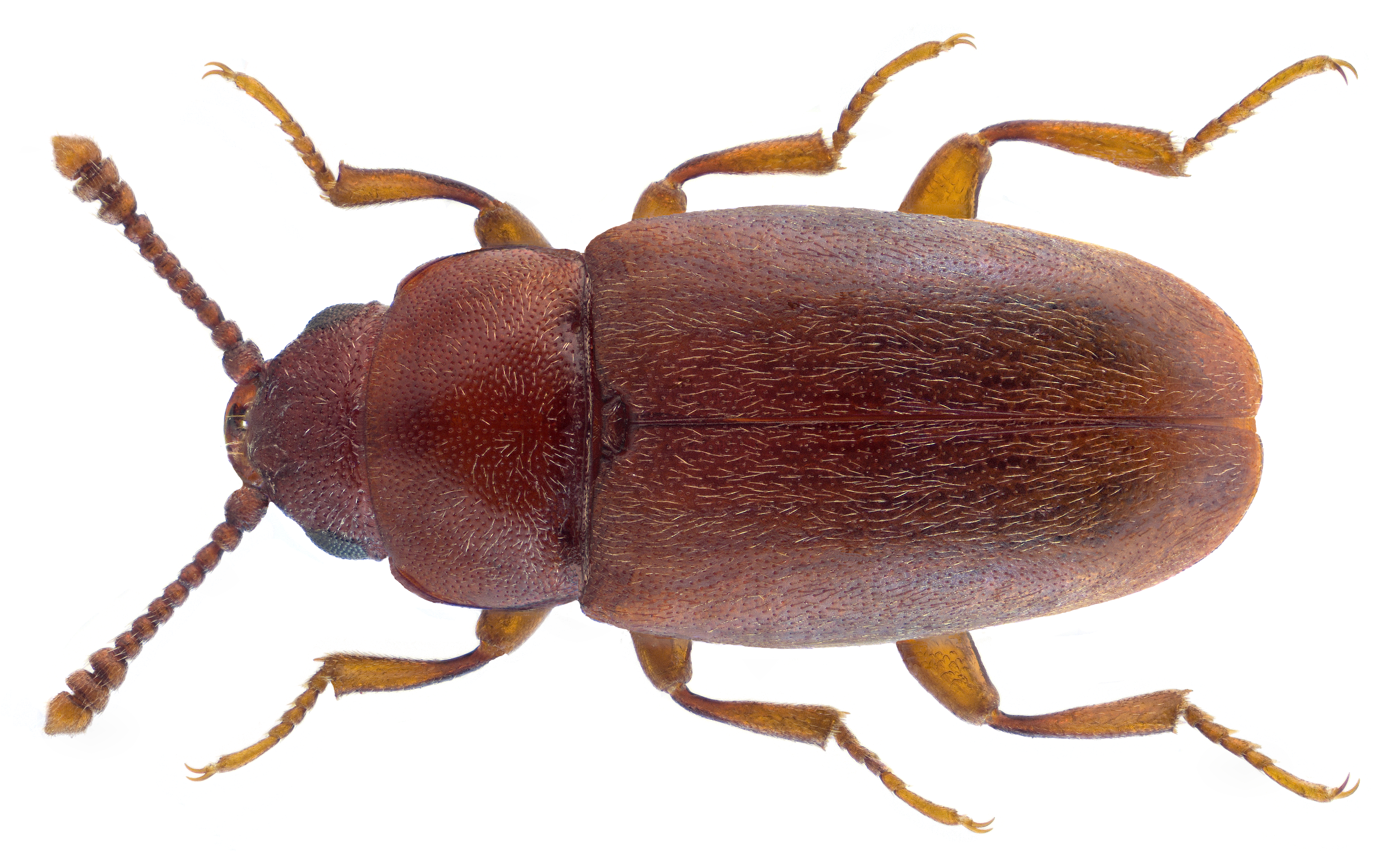
Präparat, Dorsalansicht

Antherophagus similis ist ein Käfer aus der Familie der Schimmelkäfer (Cryptophagidae). Die Gattung Antherophagus ist in Mitteleuropa mit drei Arten vertreten. Von diesen ist Antherophagus similis die häufigste.

## Merkmale
Die rostrot gefärbten Käfer werden 3,5–5 mm lang. Ihre Oberseite ist fein gelb behaart. Der Halsschild erscheint meistens kahl. Die vorderen Tibien (Schienen) sind bei Antherophagus similis außen weniger spitzig ausgezogen als bei der verwandten Art Antherophagus silaceus. Bei den Männchen verbreitern sich die vorderen Tibien plötzlich ab der Mitte, bei den Weibchen findet diese Verbreiterung gleichmäßiger statt.

## Verbreitung
Die Art ist in der westlichen Paläarktis verbreitet. Ihr Vorkommen erstreckt sich über fast ganz Europa und reicht im Osten bis nach Asien. In Mitteleuropa gilt die Art als weit verbreitet und als selten.

## Lebensweise
Die wärmeliebende Käferart bevorzugt als Lebensraum sonnenexponierte Waldränder und lichte Laubwälder sowie Ginsterheide und trockene Gärten. Die Käfer beobachtet man in der Zeit von Ende April bis Anfang Juli, häufig an Sträuchern und Kräutern, insbesondere an weißen Lippenblütlern, aber auch an gelb blühenden Pflanzen wie Gemeine Nachtkerze. Die adulten Käfer heften sich an verschiedene Hummeln. Zu diesen zählt die Steinhummel, die Gartenhummel und die Mooshummel. Die Hummeln tragen die Käfer in ihre Nester. Dort legen diese ihre Eier ab. Die Käferlarven entwickeln sich in den Hummelnestern und ernähren sich dort von Exkrementen und organischen Abfällen.

## Taxonomie
Für Antherophagus similis finden sich in der Literatur folgende Synonyme:
- Ips similis Curtis, 1835
- Antherophagus pallens auct. nec Linnaeus, 1758

Es ist zu beachten, dass es auch die gültige Artbezeichnung Antherophagus pallens (Linnaeus, 1758) gibt. Diese Art wurde bis vor wenigen Jahren noch als Antherophagus nigricornis (Fabricius, 1787) geführt.